# Santhipuram
Santhipuram là một trong 66 mandal thuộc huyện Chittoor, bang Andhra Pradesh. The mandal is bounded by Ramakuppam, Kuppam and Gudupalle mandals.